# ام العمد (قطر)
ام العمد یک منطقهٔ مسکونی در قطر است که در شهرداری ام صلال واقع شده‌است. ام العمد ۱۵٫۸ کیلومتر مربع مساحت دارد.